# Tim Balme
Timothy Guy Balme (n. 25 ianuarie 1967, Noua Zeelandă) este un actor și scenarist din Noua Zeelandă. Este cel mai bine cunoscut pentru rolurile sale din telenovele de lungă durată Shortland Street și Mercy Peak, precum și pentru rolurile principale din filmul cult Braindead și Jack Brown Genius.